# Ыджид-Ловпуаёль
Ыджид-Ловпуаёль (устар. Ыджид-Лапуаёль) — река в России, протекает по Троицко-Печорскому району Республики Коми. Устье реки находится в 27 км по левому берегу реки Нюмылга. Длина реки составляет 21 км.
Исток реки в болотах в 22 км к юго-западу от Троицко-Печорска. Река в верхнем течении течёт на восток, в нижнем течении — на юго-восток. Всё течение проходит по ненаселённому заболоченному таёжному лесу.

## Данные водного реестра
По данным государственного водного реестра России относится к Двинско-Печорскому бассейновому округу, водохозяйственный участок реки — Печора от истока до водомерного поста у посёлка Шердино, речной подбассейн реки — Бассейны притоков Печоры до впадения Усы. Речной бассейн реки — Печора.
Код объекта в государственном водном реестре — 03050100112103000060092.